# Ismaïl Youssef (athlétisme)
Pour les articles homonymes, voir Ismaïl Youssef.
Ismaïl Mohamed Youssef (né le 10 août 1967) est un athlète qatarien, spécialiste des courses de demi-fond. 

## Biographie
Il remporte la médaille d'or du 800 mètres lors des championnats d'Asie 1987, à Singapour, et se classe troisième en 1991.

### Palmarès
| Date | Compétition         | Lieu         | Résultat | Épreuve | Performance   |
| ---- | ------------------- | ------------ | -------- | ------- | ------------- |
| 1987 | Championnats d'Asie | Singapour    | 1er      | 800 m   | 1 min 47 s 81 |
| 1991 | Championnats d'Asie | Kuala Lumpur | 3e       | 800 m   | 1 min 51 s 70 |

### Records
| Épreuve | Performance   | Lieu    | Date         |
| ------- | ------------- | ------- | ------------ |
| 800 m   | 1 min 46 s 16 | Cologne | 16 août 1987 |